# St Helens Town AFC
El St Helens Town Association Football Club és un club de futbol anglès amb seu a la localitat de St Helens. Actualment el club és membre de la Liverpool County Premier League i juga a la primera divisió d'aquesta competició. A partir de la temporada 2016-17 juga els partits com a local al Ruskin Drive Sports Ground, que comparteix amb l'equip de la mateixa localitat del Pilkington FC.

## Història
El St Helens Town es va formar el 1901 i jugava els partits com a local al camp de Park Road. Es va unir a la Lliga de Lancashire el mateix any abans de passar a la Divisió 2 de la Combinació de Lancashire com a membre fundador el 1903. Després de quedar cinquè la primera temporada, el que va menar a l'ascens a la Divisió 1, va baixar de nou la temporada següent. Després del ressorgiment i un lloc de subcampió a la temporada 1908-09, van deixar de participar en la Combinació de Lancashire el 1914.
El 1946 el club va ser refundat per George Fryer i un grup d'empresaris locals. Van comprar un terreny a Hoghton Road per a fer-hi un camp de futbol, i el club es va reincorporar a la Divisió 2 de la Combinació de Lancashire. El presoner de guerra alemany Bert Trautmann va jugar al club recentment format abans de fer-se professional amb el Manchester City. El club va guanyar la lliga la temporada 1950-51 i va ascendir a la Divisió 1. A la temporada següent, però, va tornar a baixar a la Divisió 2. Un tercer lloc a la temporada 1964-65 el va fer tornar a pujar de divisió, on van guanyar el campionat la temporada 1970-71.
El 1975 el club es va unir a la Cheshire County League on va romandre a la Divisió 1 fins a la formació de la North West Counties League el 1982. A la temporada 1986-87 el club va guanyar la competició FA Vase per primer cop. A la final, a l'estadi de Wembley, el club va derrotar el Warrington Town per 3–2. Des de la temporada 2022-23 juga a la Liverpool County Premier League.

## Uniforme
Originàriament el St Helens Town vestia una camisa de ratlles vermelles i blanques amb pantalons i mitjons negres. Quan el 1946 es va refundar el club, les ratlles vermelles esdevenen blaves i els pantalons i mitjons blancs. Des de llavors, el club ha alternat els colors vermell i blau com color principal en diverses ocasions.
Com la majoria dels primers clubs de futbol anglesos, l'escut original adoptat pel St Helens Town era el de l'escut d'armes del districte.

## Títols destacats
- FA Vase
  - Campions - 1986-87[3][1]
- Lancashire Combination
  - Campions - 1971-72[4][1]
- Lancashire Combination Divisió 2
  - Campions - 1950-51[4][1]